# Živorodost

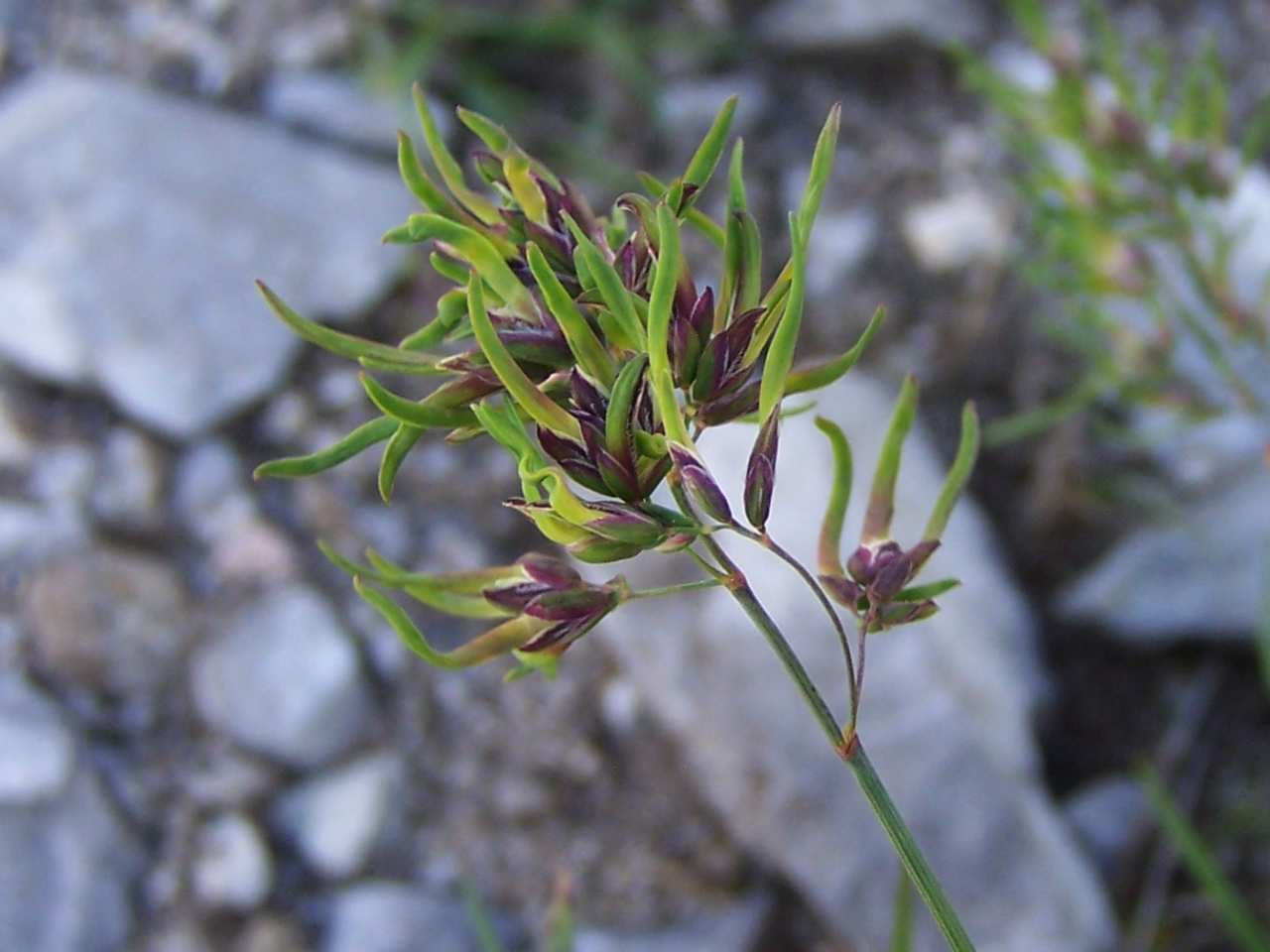
Mladé rostlinky v květenství variety lipnice alpínské (P. alpina var. vivipara)

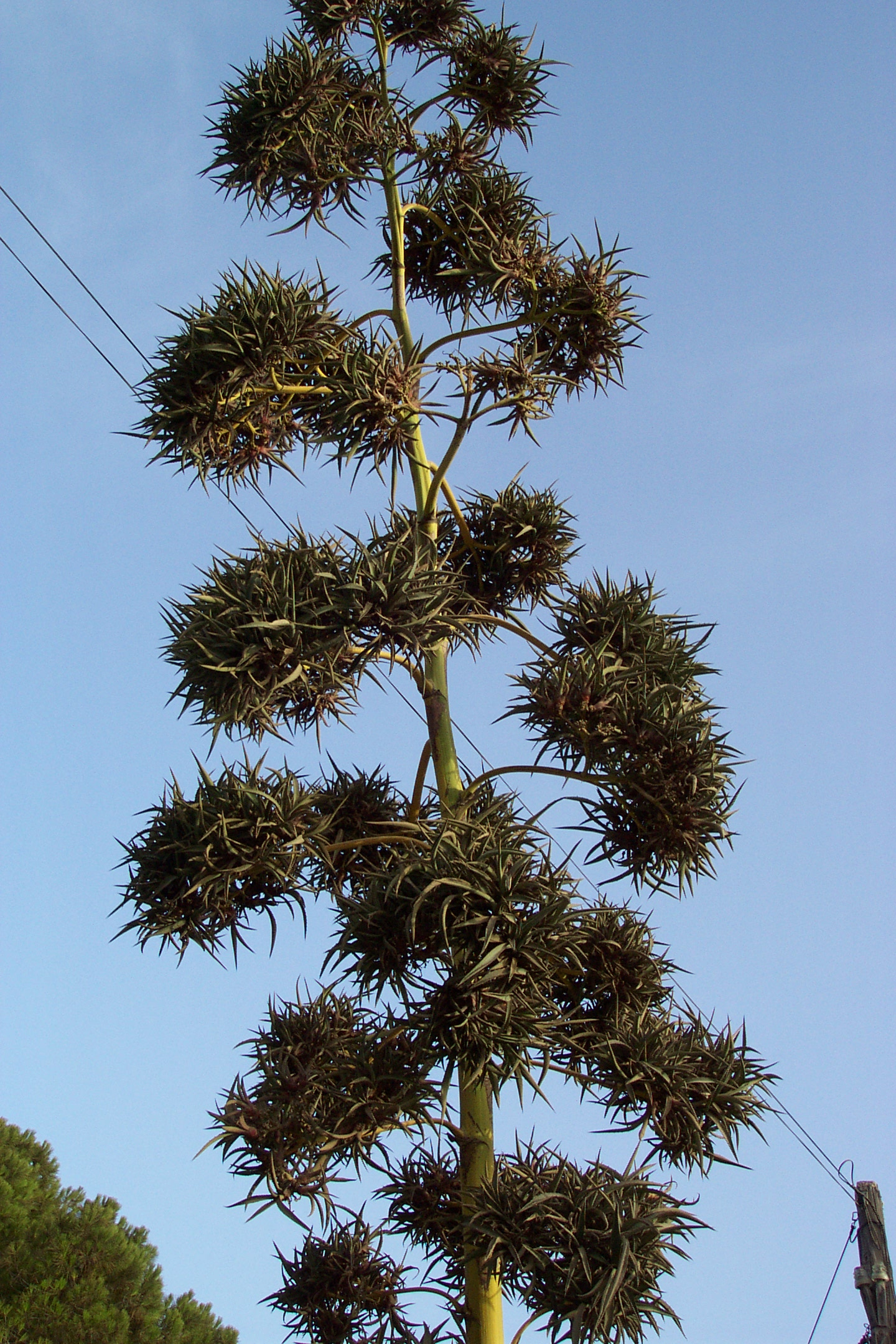
Viviparie agáve (Agave)

Živorodost (neboli viviparie) je zoologický termín označující rození živých mláďat z těla samice bez vaječných obalů. Jedná se tedy o protipól vejcorodosti. Stejným termínem se však také označuje specifická schopnost klíčení semen rostlin přímo na mateřské rostlině.

## Živorodost živočichů
Živorodí jsou například všichni savci vyjma ptakořitných, ale i někteří plazi (např. zmije obecná) či ryby.
Přechodnou formou rozmnožování mezi viviparií a oviparií je tzv. ovoviviparie, tedy vejcoživorodost.

## Živorodost u semen rostlin
Živorodost je také vlastnost některých rostlin, při které dochází ke klíčení rostlin ze semene a růstu, přímo na mateřské rostlině. Dochází k ní zejména u rostlin s květenstvím, kdy za vhodných podmínek rostliny vyklíčí a začnou růst přímo na mateřské rostlině. V momentě, kdy zafouká vítr, nebo odumře původní nosné květenství se rostliny oddělí a dopadají na holou zem, kde zakoření. Viviparie je pak druhově specifická. Častá je například u agáví (Agave), ve středoevropských podmínkách pak u lipnice alpínské (Poa alpina var. vivipara).